# Палац княгині Львової (Бочечки)
Палац княгині Львової — пам'ятка архітектури, садиба путивльських дворян Львових у селі Бочечки, на Конотопщині Сумської області (колишній Путивльський повіт), між заплавами річок Сейм і Єзуч. Оточена ландшафтним парком загальною площею понад 10 га.
Від садиби зберігся двоповерховий палац палладіанської архітектури із танцювальною залою, оформленою виступом в бік парка у вигляді широкої напівротонди. Колони та пілястри з боку парку, що нині втрачені, були оформлені коринфським ордером. Балкон із балюстрадою знесено 1988 року. Декор інтер'єру палацу було повністю втрачено протягом періоду радянської влади.

## Історія

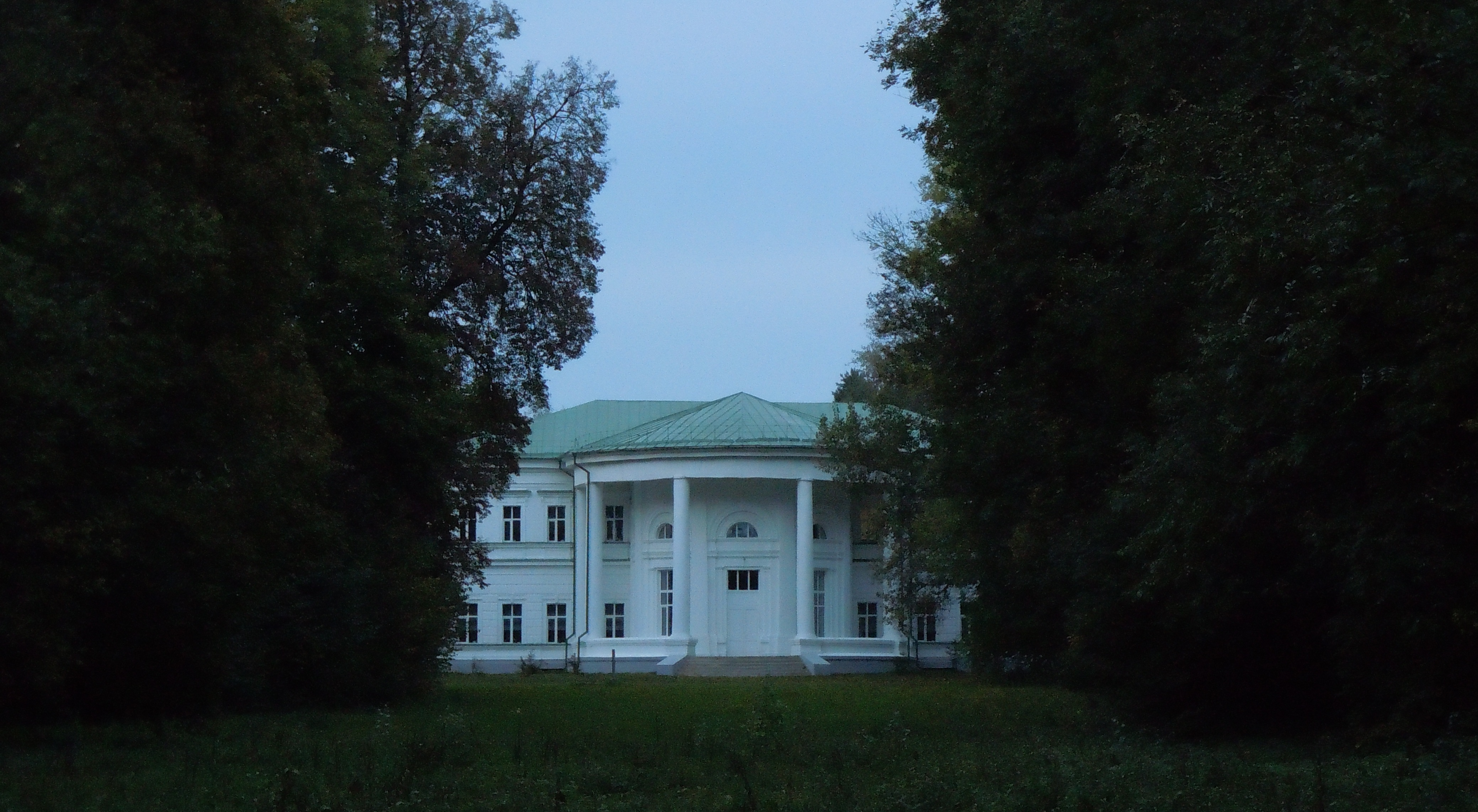
Палац княгині Львової

До останнього часу садиба в Бочечках не перебувала під державною охороною. Інформація про історію становлення садиби в краєзнавчих виданнях скупа й суперечлива. Відомо, що перед революцією обійстям володіла Анна Андріївна Львова (пом. 1912), що успадкувала його від батьків, колезького асесора Андрія Івановича та його дружини Марії Дмитрівни. Зустрічаються згадки про те, що палац збудував чи реконструював 1866 року або протягом 1870-х рр. його тодішній власник, підполковник Олександр Михайлович Львов. За одною версією, на 1870-ті роки припала реконструкція фасадних частин споруди, унаслідок якої палац увібрав яскраві риси неоренесансу. Село Бочечки належало роду Львових з 1745 року, часом заснування садиби краєзнавці називають 1783 рік.

Старе фото палацу

Після Жовтневої революції панський будинок займав сільськогосподарський технікум, після переоблаштування 1935 року тут почала працювати Бочечанська школа. 2010 року будівля школи була відремонтована.